# Luck Stealer
『Luck Stealer』（ラック スティーラー）は、かずはじめによる漫画作品。

## 概要
『週刊少年ジャンプ』の増刊号である『赤マルジャンプ』2005年WINTER号と『ジャンプ the REVOLUTION!』2005（共に集英社）にそれぞれ1本ずつの先行する読切りが掲載された後、『ジャンプスクエア』2007年12月号（創刊号）から2012年2月号まで連載された。話数単位は「No○（○には数字が入る)」。
ジャンルは「ハードボイルド系ファンタジー」で、分類としては「青年向け少年漫画」とされる。ストーリー内容と、他人の運を"盗む"能力を持つ主人公と生まれつき"運"を自ら生成出来ない娘という構図は、作者・かずのデビュー作『MIND ASSASSIN』の流れを汲んでいるともいえる。

## ストーリー
「運泥棒」ラックスティーラー・来栖悠聖。彼は素手で掴んだ人間の"運"を奪い取る特殊能力を持っている。運を取られた人間はそのぶん不運になり、運をすべて取られた人間には必ず何かが起こって死ぬ。
そんな彼の愛娘・花凛は生まれつき、自分で"運"を生成することが出来ない。しかし唯一の肉親である悠聖の手からは運を拾える為、悠聖は花凛の為に「運泥棒」の仕事を請負っていた。

## 登場人物

### メインキャラクター
来栖 悠聖（くるす ゆうせい）
主人公。23歳。コードネーム「ラックスティーラー」。その手に素手で触れた者は運を「盗られて」しまう。表向きは中藤の経営するカジノ「FLAMINGO」の黒服だが、裏の顔は「FLAMINGO」を窓口にした始末屋である。
生まれつき備わっていた体質ゆえに、深い愛情を注いでくれた両親を不幸にしたあげく事故で失い、養護施設に送られた後も多くの近親者を亡くしているため、人の死に慣れてしまっていた。中高生の頃に不良化し、不良仲間（暴走族）とつるんでカツアゲやオヤジ狩り、窃盗等の悪行をしていた。しかし、理花との交際を機に暴走族を抜けて、真面目に学業に励んだ。花凛が生まれてすぐの頃、無茶をして重態に陥った際、理花が手を握り自分の運を全て渡したことで死んでしまった過去を持つ。
愛娘・花凛の前ではデレデレの親バカである。理花と出会ってから徐々に更生していき、16歳のときから禁酒・禁煙を誓っているが、現在でも短気で態度の悪いところがある。常に母親の形見である十字架のネックレスを首から下げている。
名前の由来は「十字架（クロス）」からきている。
来栖 花凛（くるす かりん）
悠聖の娘。小学校2年生。天真爛漫で可愛らしく、正義と父親を愛する美少女（後述の美加に少女モデルと勘違いされたことがある）。生まれつき"運"を自ら生成する力を持たず、そのままでは死んでしまう為、悠聖が運を与え続けている。普段は理花の父母（祖父母）の家で暮らしている。
木ノ下 理花（きのした りか）
悠聖の妻にあたる年上の女性で、花凛の母。暴走族や暴力団などに属する不良を嫌う、清純な性格の持ち主。故人。
悠聖の悪友・大村（おおむら）の幼馴染みで、彼が亡くなった現場で悠聖と出会う。後に街でたまたま出会ったりし、悠聖と親しくなる。悠聖の告白を了承するものの、悠聖が「死神」と呼ばれるほどの不良少年だったことを知り、泣く泣くその場を立ち去る。その後、悠聖のつらい過去を知ったことで和解、本格的に交際を始めるも、父親からの猛反対を受け、実家を出て悠聖と共に新しい生活を始める。花凛を妊娠・出産後、父親とも和解。しかし、悠聖が「仕事先」で重態に陥ってしまった際、自らの危険を顧みず手を握り続け、自分の運をすべて悠聖に託してしまった為、その後に事故死する。

### サブキャラクター

#### FLAMINGO
中藤（なかとう）
カジノバー「FLAMINGO」のマスター。28歳。過去は現役の殺し屋として活動していて、悠聖の所属していた不良グループの駆除をあるスジから頼まれ、徹底的に痛めつけた。現在では、事故で片目を失明していて、悠聖を含む殺し屋の仕事の窓口をしている。
読み切り版では後輩の悠聖と共に暴力に明け暮れていた不良仲間である。
河合 小太郎（かわい こたろう）
中藤に仕事を請け負い、始末屋として働く少年。通称はハウンド。始末屋としての腕はよく、体力にいたっては悠聖以上である。しかし自分勝手な性格で、自分より上だと思う者以外には懐かない。任務中、悠聖に命を救われたことで彼を認めるようになる。

#### 警察
氷見山 匡一（ひみやま きょういち）
新宿副都心署の警部補。天崎真也に関する事件の担当者。
署内でも「鬼刑事」として知られており、罪を犯した者であれば誰であろうと容赦はしない。天崎を追っている最中に悠聖と出会い、彼に目を付ける。犯罪者を助けようと火災現場に入り、悠聖に助けられるが重傷を負ってしまう。その後、悪を追えなくなったとして警察を辞職してしまう。
上記の「悪を追えなくなった」というのは幼い頃に母親を父親（義父と思われる）からのDVが原因で自殺に追い遣られた事がきっかけで警察官となったが、本当はその相手を悠聖の様な存在に殺して欲しかったという願望に気付いてしまった事を指すと思われる。
平山（ひらやま）
氷見山の上司。氷見山の働きぶりには感心しているが、力ずくで解決しようとする行動には少々悩まされていた様子。

#### 始末屋関連
天崎 真也（あまさき しんや）
28歳。かつて悠聖に「殺し」を教えたプロの始末屋。悠聖のことは「悠（ゆう）」と呼ぶ。中藤とも親しいが、現在はそれぞれ別個に仕事をしている。暴力団組長の三男で（雑誌掲載時は次男とされていた）、小学生の頃から「殺し」を学んでいた。
人の心を読み言葉を選んで会話することが得意で、時に心にも無い事を平気で言う。見た目は容姿端麗でイケメンだが、性格は外道で、複数の女性と交際しては、復讐に来た相手を卑劣な手で半殺しにし、さらにそれを「正当防衛」と名乗り、その相手から慰謝料を請求しようとする描写がみられる。
悠聖に抗争中の獲棲久組の組長の始末を依頼するが、その裏で悠聖本人の始末を画策している模様が見受けられる。
余談だが、時折「てんさき」と誤記されることがある。

#### プロスペラ・クラルクス
ロア
麻薬密輸人の始末を依頼してきた女性。国籍はアメリカ。悠聖の力を目の当たりにして、「神聖なる血脈（グラチェア）」という謎の言葉を口にする。裏世界の組織に属している模様。
幼いころクラルクスに両親を殺され、教会の一員として従っていた。人質の弟を救うため悠聖の力を必要とする。
エリク・ランフランク
偽の神聖なる血脈として担がれている、ロアの弟。
マスター・マルクーア
傷ついた物を好む性格。クラルクスの現アークマスター。アークマスターとは、クラルクスの創設者にして、組織を代々裏で操ってきた実質的な支配者のこと。「神聖なる血脈」の血統管理もアークマスターの役目。
リチャード・ホーン
身分を偽り学者として悠聖に接近した。その正体はクラルクスの大司教。「リチャード」という名前が本名かどうかは不明。

#### その他の人物
広瀬 愛莉（ひろせ あいり）
高校1年生で、花凛の祖父母の店のアルバイター。花凛とは仲良しだが、悠聖とは仲が悪く田舎のヤンキー扱いしている。
悠聖の「仕事」に興味を持ち尾行した為、危険な目に遭いかける。結局正体は掴めずじまいだったが、今度は完全に誤解し、花凛に色々変な事を吹き込んでいる様子。
余談だが、悠聖が悪意無しに運を盗った数少ない人物でもある。
真仲 祥司（まなか しょうじ）
悠聖の高校時代からの親友。悠聖の能力のことは本人から聞かされており、花凛の運を自ら生成する力を治すために独自に研究をしている。以前は子供が嫌いだったが、花凛に出会ってからは悠聖も呆れるほどのスケベかつロリコンに目覚めた。その反面心優しく、高校時代は悠聖の突飛な相談をちゃんと聞いた上で真面目に応えており、現在でも悠聖と花凛を常に気に掛けている。
数日間断食を強行してしまうほどの貧乏生活を送っている。悪質な借金取りに追われていたが、悠聖が裏で手を回したためチャラになった。
宮木（みやき）
中藤の現役時代、彼をずっと世話していた男。悠聖を求めて中藤に取引を持ちかける。
桜（さくら）
宮木の店のナンバーワン。無骨だが、悠聖でも気づけないほど自然に仕事をこなす。主に毒薬を塗った紙で攻撃する。

### ゲストキャラクター
美加（みか）
偶然悠聖の"仕事現場"を目撃し、花凛と知り合ったことで悠聖と直接関わりを持つことになった高校生。母の交際相手である和田に跡が残るほどのケガを負わされたことをきっかけに、悠聖に和田を殺害するよう依頼する形で、悠聖に救われる。
村里 隆也（むらさと たかや）
花凛のクラスメイトで、気の弱い少年。担任の室谷に気に入られていることから、同級生からいじめを受けており、室谷による虐待の被害者にもなっていた。花凛と悠聖によって救われ、カウンセリングを受けるようになる。

#### 読切版
山崎 恵太（やまざき けいた）
赤マル版のゲスト。花凛のクラスメートで、運も悪いいじめられっ子の少年。父親が「小嶋ローンズ」に多額の借金を持っており、毎日嫌がらせを受けている。
鷹西 聡美（たかにし さとみ）
ジャンレボ版のゲスト。奔放な女子高生。1週間程前から何者かに命を狙われるようになった。実は有名百貨店・タカニシグループの外孫で、祖父が一番溺愛していた。
聡美の祖父
ジャンレボ版のゲスト。タカニシグループの元会長。二男の娘である聡美を溺愛し、個人的遺産はすべて彼女に譲ると遺書を書いていた。1週間前から突然容態が悪くなり死亡するが、実際は長男（聡美の伯父）がプロの殺し屋を依頼し"自然死"に見せかけ殺していた。

### ターゲット
和田（わだ）
美加の母の交際相手で、美加の顔にケガを負わせた張本人。母が急な仕事で出かけるのを見計らい、美加に暴行を加えていた。最期は悠聖によって自業自得の結末を送った。
小森 高志（こもり たかし）
第2話の標的。強盗殺人で逮捕されたが、父親が警察組織に影響力のある人間だった為、翌日には無罪で釈放されるという「運のいい（逆に言うと運が沢山取れる）」男。即座に悠聖の始末を受ける。
国際指名手配犯（本名不明）
ある取引の最中、悠聖をつけてその場にいた愛莉を人質にした。悠聖によって運を奪われ、悠聖を射殺しようと失敗し、その跳弾で自滅した。
多島 耕一（たじま こういち）
広域暴力団・獲棲久組の組長で武闘派。最近東京へ進出し、粗悪品の覚醒剤を売りさばいて若者の死亡事故を多発させている。本来は天崎が始末したがっている相手だが、彼が手を下すとヤクザ同士の抗争になってしまう為、天崎自身に殺人のスキルがあるにも関わらず悠聖に仕事の依頼が回ってくる。悠聖による制裁を受け、自滅した。
室谷（むろたに）
花凛の担任である美人教師。裏ではストレス発散として、花凛のクラスメイトである村里を虐待している。後に悠聖から制裁を受け、死なない程度に運を盗られたため、顔が原形をとどめていないほどの重傷を負った。
事故の手品師（本名不明）
第6話の標的（とはいえ、FLAMINGO経由の依頼ではなく真仲を助ける為）。真仲の借金取りであるカモファイナンスの助っ人として呼ばれた犯罪者。電車のホームで真仲を電車で轢き殺そうとするも、逆に悠聖に裁かれ自滅した。
中山 江司（なかやま こうじ）
警察の目を来栖に向けさせる為の餌として天崎が呼び出した犯罪者。集英証券の事務補佐だったが、暴力団関係とも繋がっており、裏金を全て操っていた。大規模な脱税と裏金が発覚し、巨額脱税と贈賄を取り仕切っていた実行正犯として警察に逮捕された。彼が裁かれたと同時に警察は悠聖に食らいついてしまった。
リムノック
麻薬密輸人。とあるパーティーに潜伏していたが、悠聖に見つかり謀殺される。
関原 正史（せきはら まさし）
17歳の頃に女児を誘拐し監禁・殺害した過去を持つ22歳の青年。17歳までの名前は「大沼 紀之（おおぬま のりゆき）」。警察に逮捕されるも精神異常者であるように振る舞い、刑を逃れた。女児の両親からの依頼で彼の元を訪れた悠聖の制裁を受け、崩落した屋根の下敷きになり、たばこの不始末により焼死する。

#### 読切版
小嶋ローンズ（こじま - ）
赤マル版の標的。暴力団系悪徳金融会社。返済が終わらない様書類を偽造したり、返済を強要する為に内臓を売らせたり、女を風俗に売り飛ばしたりと、やりたい放題の悪行を尽くしている。
聡美の伯父
ジャンレボ版の標的。鷹西家の長男で、タカニシグループの幹部。不正な使い込みがあり、それを隠す為父の殺害を依頼するが、遺書に個人的遺産は聡美に譲るという一文があった為、聡美の命も狙うようになる。

## 書誌情報
- かずはじめ 『Luck Stealer』 集英社〈ジャンプ・コミックス〉、全10巻（2012年2月3日現在）
  1. 2008年5月7日第1刷発行（5月2日発売[集 1]）、ISBN 978-4-08-874538-1
  2. 2008年9月9日第1刷発行（9月4日発売[集 2]）、ISBN 978-4-08-874571-8
  3. 2009年1月9日第1刷発行（1月4日発売[集 3]）、ISBN 978-4-08-874623-4
  4. 2009年4月8日第1刷発行（4月3日発売[集 4]）、ISBN 978-4-08-874670-8
  5. 2009年8月9日第1刷発行（8月4日発売[集 5]）、ISBN 978-4-08-874720-0
  6. 2010年1月9日第1刷発行（1月4日発売[集 6]）、ISBN 978-4-08-874770-5
  7. 2010年8月9日第1刷発行（8月4日発売[集 7]）、ISBN 978-4-08-870056-4
  8. 2011年2月9日第1刷発行（2月4日発売[集 8]）、ISBN 978-4-08-870181-3
  9. 2011年9月7日第1刷発行（9月2日発売[集 9]）、ISBN 978-4-08-870329-9
  10. 2012年2月8日第1刷発行（2月3日発売[集 10]）、ISBN 978-40-8870379-4